# Epiduralbedövning

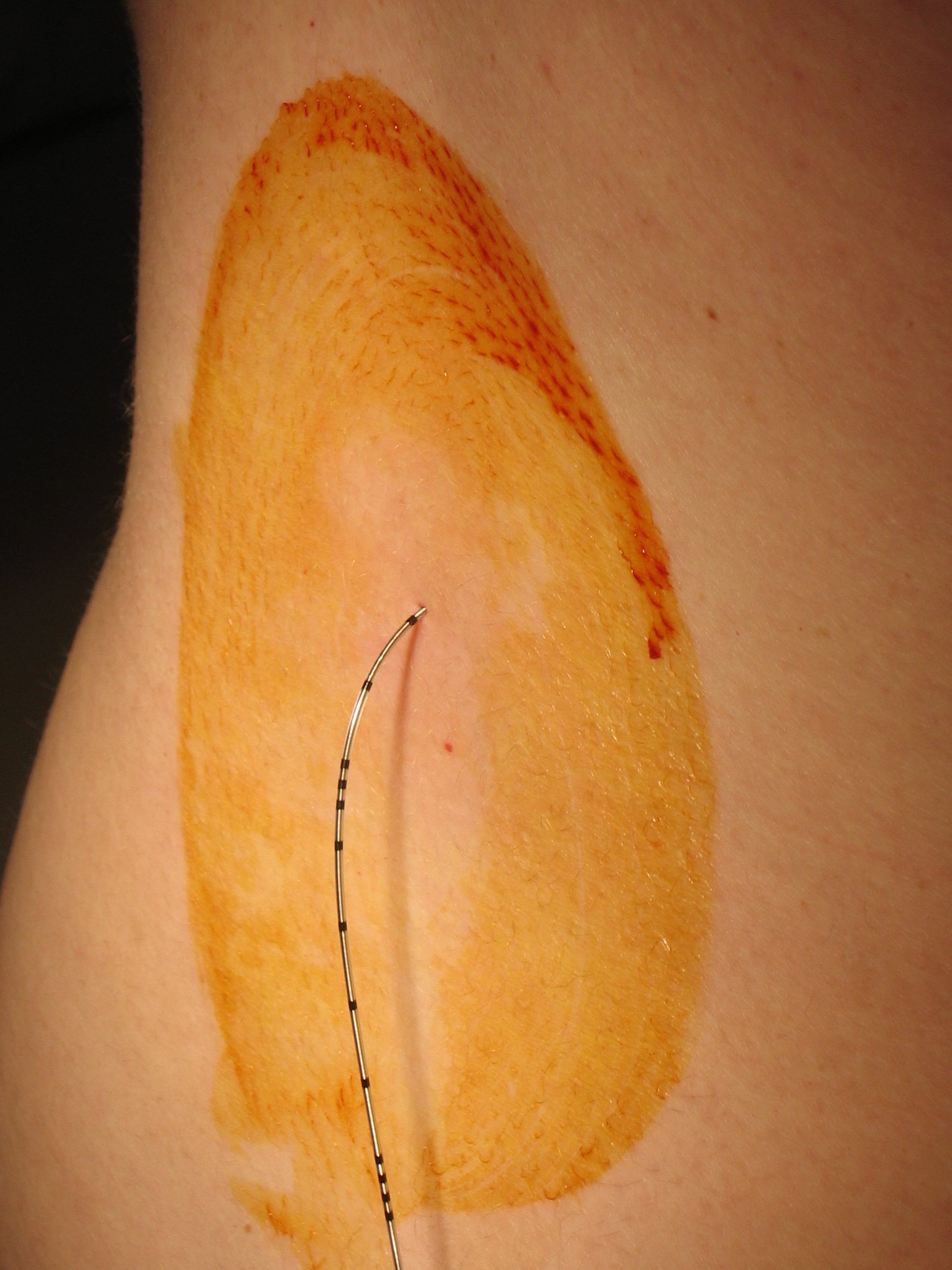
Epiduralbedövning

Epiduralbedövning, epiduralanestesi (EDA) eller epidural (av grekiskans ἐπί, "på", och dura mater) avser en sorts central nervblockad eller ryggbedövning som, liksom spinalbedövning (spinalanestesi), ibland i folkmun felaktigt kallas ryggmärgsbedövning.

## Användning
Epiduralbedövning kan användas på patienter som skall genomgå kirurgi, ofta som en smärtbehandling i tillägg till narkos, vid operationer i bröstkorg och buk, men epiduralbedövning förekommer även ensamt vid kejsarsnitt. Bedövningen är regional och patienten kan vara vaken (fast samtidig sedering eller sövning förekommer således också).

## Proceduren
Patienten kan vara sittande, men ligger oftast på sidan på operationsbordet med ordentligt böjd rygg för att separera ryggkotorna och ge plats för epiduralnålen (tuohynålen). Vanligen ges först en ytlig bedövning inför epiduralbedövningen, vilket oftast upplevs som ett "mindre stick". Därefter förs epiduralnålen in till epiduralrummet varpå det förs in en tunn slang (epiduralkatetern) in i utrymmet/rummet. Det förekommer att patienter oroar sig för att det kommer att göra ont eller medföra andra obehag vid anläggandet av epiduralkatetern, men det är visat att det normalt känns väldigt lite, i regel mycket mindre ont än vad patienten hade förväntat sig.
Epiduralbedövningen läggs på lämplig nivå, ofta nedom ryggmärgen, men även placeringar högre upp förekommer. Lokalbedövningsmedlet (som ibland kan kombineras med andra läkemedel) sprutas in i epiduralrummet via epiduralkatetern. Lokalbedövningsmedlet har sedan effekt på nervrötter beroende på lokalbedövningsmedlet, mängd och volym. 

### Epiduralbedövning vid kejsarsnitt
Det är relativt vanligt, att om en födande kvinna med pågående så kallad förlossningsepidural, som av icke akutare skäl istället behöver genomgå kejsarsnitt, att man då kan använda befintlig epiduralbedövning men då med högre dosering än på förlossningsavdelningen. Att den ”förstärkta” epiduralbedövningen då tar kan undersökas med hjälp av kyla (exempelvis en bomullstuss med sprit på) med feedback från kvinnan (detta då epiduralbedövning även bedövar känsligheten för kyla). Som slutgiltigt test förekommer det att man även nyper eller liknande på ställen som borde vara bedövade.

## Efter operationen
Det är vanligt att en epiduralbedövning behålls efter en operation under några dagar (upp till en vecka, enstaka gånger eventuellt något längre). Dock är det också av stor vikt att patienten snart kommer upp på benen igen.

## Biverkan
Vid epiduralbedövning erhålls ofta en mindre eller större blodtryckssänkning. Ibland kan bedövningen av olika orsaker fungera mindre bra.